# La Ferme des sept péchés
La Ferme des sept péchés is een  Franse dramafilm uit 1959 onder regie van Jean Devaivre. Hij won met deze film de hoofdprijs op het filmfestival van Locarno.

## Verhaal
In 1825 wordt de pamfletschrijver Paul-Louis Courier vermoord teruggevonden langs een bospad in de buurt van een boerderij. Hij was een fervent tegenstander van de Restauratie. De Franse Justitie stelt meteen een onderzoek in en ondervraagt zeven kennissen van Courier.

## Rolverdeling
| Acteur           | Personage               |
| ---------------- | ----------------------- |
| Jacques Dumesnil | Paul-Louis Courier      |
| Claudia Génia    | Herminie                |
| Aimé Clariond    | Markies van Siblas      |
| Pierre Renoir    | Procureur               |
| Alfred Adam      | Symphorien Dubois       |
| Georges Grey     | Pierre Dubous           |
| Palau            | Politierechter          |
| Arthur Devère    | Frémont                 |
| Héléna Manson    | Michèle Frémont         |
| Jacques Dufilho  | François Sovignant      |
| René Génin       | Burgemeester van Azay   |
| Jean Vilar       | Grijze man              |
| Georges Bever    | Burgemeester van Luynes |
| Jean Marchan     | Guillaume               |